# Resaigne
La Resaigne est une petite rivière française qui coule dans le département de la Haute-Marne en région Grand Est. C'est un affluent du Salon en rive droite, donc un sous-affluent du Rhône par le Salon et la Saône.

## Géographie
De 17,1 km de longueur, la Resaigne naît au niveau de Chalindrey en Haute-Marne, et se jette dans le Salon (rive droite) à Coublanc, dans le même département.

### Communes et cantons traversés
La Resaigne traverse les communes suivantes du département de la Haute-Marne : Chalindrey, le Pailly, Violot, Rivières-le-Bois, Grandchamp, Maâtz et Coublanc.

### Bassin versant
La Resaigne traverse une seule zone hydrographique « Le Resaigne » (U071) de 75 km2 de superficie. Ce bassin versant est constitué à 62,67 % de « territoires agricoles », à 32,28 % de « forêts et milieux semi-naturels », à 4,89 % de « territoires artificialisés ».

### Histoire

#### Carte de Cassini
|  | La Carte de Cassini ci-contre montre que La Resaigne prend sa source à Chalindrey et se dirige vers le sud pour se jeter dans Le Salon à Coublanc après avoir travaversé les villages du Pailly, Violot, Rivières-le-Bois, Grandchamp et Maâtz. Cinq moulins à eau symbolisés par une roue dentée sont représentés sur la rivière, tous sur son cours supérieur. Sur la rive droite , le ruisseau La Flasse traverse le village de Saint-Broingt-le-Bois pour se jeter dans la Resaigne. Deux moulins à eau fonctionnaient à cette époque dans ce village. |

## Affluents
La Resaigne a six tronçons affluents référencés :
- le ruisseau de Vireloup,
- le ruisseau du Douay,
- le ruisseau de Caqueray,
- le Ru Messire Allain,
- le ruisseau de la Pissotte,
- la Flasse, 5,7 km sur les six communes de Saint-Broingt-le-Bois, Maatz, Grandchamp, Rivières-le-Bois, Heuilley-le-Grand, Palaiseul, avec un affluent :
  - le ruisseau du Rang des Vignes, 1,6 km sur la seule commune de Saint-Broingt-le-Bois

### Rang de Strahler
Donc son rang de Strahler est de trois.

## Hydrologie
La Resaigne est une rivière abondante, comme la plupart des cours d'eau issus des collines bien arrosées du plateau de Langres et de la partie nord du bassin de la Saône. 

### La Resaigne à Coublanc
Son débit a été observé durant une période de douze ans (1997-2008), à Coublanc, localité située au niveau de son débouché dans le Salon. Le bassin versant de la rivière est de 54 km2.
Le module de la rivière à Coublanc est de 0,599 m3/s.
La Resaigne présente des fluctuations saisonnières de débit assez marquées, avec une période de hautes eaux allant de la fin de l'automne jusqu'au début du printemps, et portant le débit mensuel moyen à un niveau situé entre 0,81 et 1,22 m3/s, de novembre à mars inclus (avec un maximum assez net en janvier puis février). Dès fin mars le débit diminue rapidement (0,306 m3/s en mai) pour aboutir à la période des basses eaux, assez longue, qui se déroule de début juin à début octobre, amenant une baisse du débit moyen mensuel allant jusqu'à 0,094 m3/s au mois de septembre, ce qui reste assez acceptable pour un aussi petit cours d'eau. Mais les fluctuations de débit peuvent être plus importantes d'après les années et sur des périodes plus courtes.

### Étiage ou basses eaux
À l'étiage le VCN3 peut chuter jusque 0,004 m3/s, en cas de période quinquennale sèche, soit 4 petits litres par seconde, ce qui peut être qualifié de très sévère, mais est assez fréquent parmi les cours d'eau de la région.

### Les crues
Les crues peuvent être importantes, compte tenu de l'exiguïté du bassin versant. La série des QIX n'a pas encore été calculée faute de temps d'observation suffisant pour le faire valablement.
Le débit instantané maximal enregistré à Coublanc durant cette période, a été de 34,2 m3/s le 20 février 2002, tandis que le débit journalier maximal enregistré était de 16,2 m3/s le 29 décembre 2001. Ces chiffres donnent une idée, peut-être partielle, de l'importance des crues de la rivière.

### Lame d'eau et débit spécifique
La Resaigne est une rivière abondante comme bien des cours d'eau du bassin de la Saône. La lame d'eau écoulée dans son bassin versant est de 352 millimètres annuellement, ce qui est supérieur à la moyenne d'ensemble de la France tous bassins confondus, mais inférieur à la moyenne du bassin de la Saône (501 millimètres). Le débit spécifique de la rivière (ou Qsp) affiche 11,2 litres par seconde et par kilomètre carré de bassin.